# The Simp and the Sophomores
The Simp and the Sophomores é um curta-metragem mudo norte-americano, realizado em 1915, do gênero comédia, com o ator cômico Oliver Hardy.

## Elenco
- Raymond McKee - Percy Quince
- Harry Eytinge - Professor Stout
- Arthur Housman - Tom Haze
- Oliver Hardy - Professor Arm. Strong (como O.N. Hardy)
- Jean Dumar - Alice Fields